# Agonoscena pistaciae
Agonoscena pistaciae är en insektsart som beskrevs av Burckhardt och Lauterer 1989. Agonoscena pistaciae ingår i släktet Agonoscena och familjen rundbladloppor.
Artens utbredningsområde är Iran. Inga underarter finns listade i Catalogue of Life.